# Sismo e tsunâmi do oceano Índico de 2004
O sismo e tsunami do Oceano Índico de 2004 foi um terremoto/sismo submarino que ocorreu às 00h58min53 UTC de 26 de dezembro de 2004, com epicentro na costa oeste de Sumatra, na Indonésia. O terremoto é conhecido pela comunidade científica como terremoto (português brasileiro) ou terramoto (português europeu) de Sumatra-Andamão.
O maremoto foi causado por uma subducção que desencadeou uma série de tsunamis devastadores ao longo das costas da maioria dos continentes banhados pelo Oceano Índico, o que causou a morte de estimadas 227 898 pessoas em 14 países diferentes e inundou comunidades costeiras com ondas de até 30 metros de altura. Foi um dos mais mortais desastres naturais da história. Em número de vítimas, a Indonésia foi o país mais atingido, seguida por Sri Lanka, Índia e Tailândia.
Com uma magnitude entre 9,1 e 9,3, foi o maior terremoto já registrado em um sismógrafo. Este sismo teve a maior duração de falha já observada, entre 8,3 e 10 minutos. Isso fez com que o planeta inteiro vibrasse em um centímetro e deu origem a outros terremotos em pontos muito distantes do epicentro, como o Alasca, nos Estados Unidos. Seu hipocentro foi a cerca de 30 km de profundidade e o epicentro situou-se entre Simeulue e Samatra.

## Terremoto
O terremoto foi inicialmente documentado como tendo uma magnitude de momento de 8,8. Em fevereiro de 2005, os cientistas revisaram a estimativa da magnitude para 9,0. Embora o Pacific Tsunami Warning Center tenha aceitado esses novos números, o Serviço Geológico dos Estados Unidos, até 2022, até agora não mudou sua estimativa de 9,1. Um estudo de 2006 estimou uma magnitude de 9,1–9,3 Mw; Hiroo Kanamori do Instituto de Tecnologia da Califórnia estima que 9,2 Mw é representativo do tamanho do terremoto.
O hipocentro do terremoto principal foi de aproximadamente 160 quilômetros ao largo da costa ocidental do norte de Sumatra, no Oceano Índico, ao norte da ilha de Simeulue, a uma profundidade de 30 km abaixo do nível médio do mar (inicialmente relatado como 10 km). A seção norte do megaimpulso de Sunda se rompeu em um comprimento de 1,3 mil km. O terremoto (seguido de tsunami) foi sentido em Bangladesh, Índia, Malásia, Mianmar, Tailândia, Sri Lanka e Maldivas. As falhas geológicas de distribuição, ou falhas secundárias, fizeram com que partes longas e estreitas do fundo do mar aparecessem em segundos. Isso elevou rapidamente a altura e aumentou a velocidade das ondas, destruindo a cidade vizinha de Lhoknga, na Indonésia.
A Indonésia fica entre o Círculo de Fogo do Pacífico ao longo das ilhas do nordeste adjacentes à Nova Guiné, e o cinturão Alpide que corre ao longo do sul e oeste de Sumatra, Java, Bali, Flores e Timor. Acredita-se que o terremoto de Sumatra em 2002 tenha sido um tremor premonitor, precedendo o evento principal em mais de dois anos.

### Comparações históricas
Grandes terremotos, como o terremoto do Oceano Índico de 2004, estão associados a eventos de megassismo em zonas de subducção. Seus momentos sísmicos podem representar uma fração significativa do momento sísmico global em períodos de escala de século. De todo o momento liberado por terremotos nos 100 anos de 1906 a 2005, cerca de um oitavo foi devido ao terremoto de 2004 no Oceano Índico. Este terremoto, juntamente com o Grande Terremoto do Alasca (1964) e o Grande Terremoto do Chile (1960), representam quase a metade do momento total.
Desde 1900, os únicos terremotos registrados com maior magnitude foram o terremoto de Valdivia de 1960 (magnitude 9,5) e o terremoto de 1964 no Alasca na Enseada do Príncipe Guilherme (magnitude 9,2). Os únicos outros terremotos registrados de magnitude 9,0 ou superior ocorreram em Kamchatka, na Rússia, em 4 de novembro de 1952 (magnitude 9,0) e Tōhoku, no Japão (magnitude 9,1), em março de 2011. Cada um desses terremotos de megaimpulsão também gerou tsunamis no Oceano Pacífico. Em comparação com o sismo do Oceano Índico de 2004, o número de mortos por esses terremotos e tsunamis foi significativamente menor, principalmente por causa da menor densidade populacional ao longo das costas perto das áreas afetadas.
Comparações com terremotos anteriores são difíceis, pois a força dos terremotos não começou a ser medida sistematicamente até a década de 1930. No entanto, a força histórica do terremoto às vezes pode ser estimada examinando as descrições históricas dos danos causados e os registros geológicos das áreas onde ocorreram.

### Tremores secundários e outros terremotos

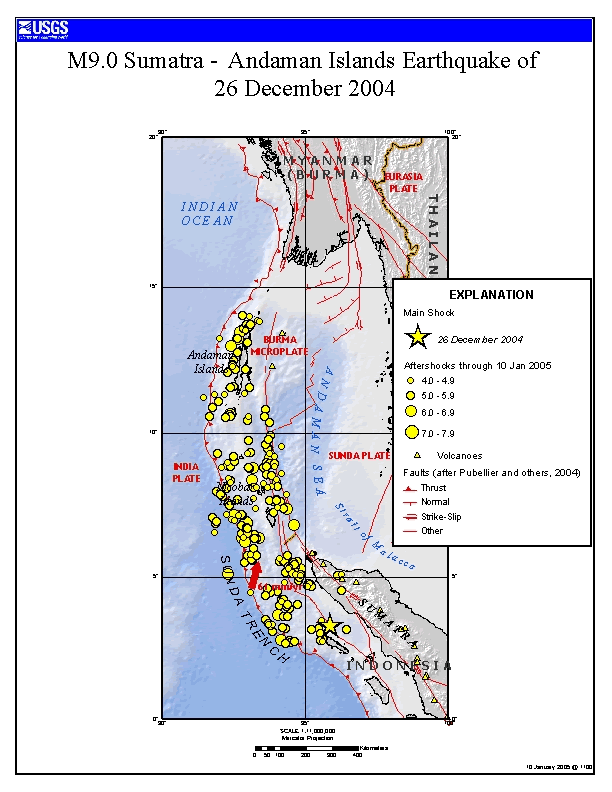
Terremoto inicial e tremores secundários medindo mais de 4,0 M de 26 de dezembro de 2004 a 10 de janeiro de 2005.

Tremores secundários do terremoto de 2004 no Oceano Índico.

Vários tremores secundários foram relatados nas Ilhas Andamão, nas Ilhas Nicobar e na região do epicentro original nas horas e dias que se seguiram. O terremoto Nias-Simeulue de magnitude 8,7 em 2005, que se originou na costa da ilha de Nias, em Sumatra, não é considerado um tremor secundário, apesar de sua proximidade com o epicentro, e provavelmente foi desencadeado por mudanças associadas ao evento de 2004.
Outros tremores secundários de magnitude 6,6 continuaram a sacudir a região diariamente por três ou quatro meses.
O terremoto de 2004 no Oceano Índico ocorreu apenas três dias após um terremoto de magnitude 8,1 nas subantárticas ilhas Auckland, uma região desabitada a oeste da Nova Zelândia, e na ilha Macquarie, ao norte da Austrália. Isso é incomum, pois terremotos de magnitude oito ou mais ocorrem apenas cerca de uma vez por ano, em média. O Serviço Geológico dos Estados Unidos não vê nenhuma evidência de uma relação causal entre esses eventos.
Acredita-se que o terremoto do Oceano Índico de 2004 tenha desencadeado atividade tanto no Monte Leuser quanto no Monte Talang, vulcões em Achém ao longo da mesma faixa de picos, enquanto o terremoto Nias-Simeulue de 2005 provocou atividade no Lago Toba, uma antiga cratera em Sumatra.

### Energia liberada
A energia liberada na superfície da Terra (ME, que é o potencial sísmico de dano) pelo terremoto do Oceano Índico de 2004 foi estimada em 1.1x1017 joules. Essa energia é equivalente a mais de 1,5 mil vezes a da bomba atômica de Hiroshima, mas menos que a da Tsar Bomba, a maior arma nuclear já detonada.
O terremoto gerou uma oscilação sísmica da superfície da Terra de até 200-300 milímetros, equivalente ao efeito das forças de maré causadas pelo Sol e pela Lua. As ondas sísmicas do terremoto foram sentidas em todo o planeta, até no estado norte-americano de Oklahoma, onde movimentos verticais de 3 mm foram registrados. Em fevereiro de 2005, os efeitos do terremoto ainda eram detectáveis de 0,02 mm na complexa oscilação harmônica da superfície da Terra, que gradualmente diminuiu e se fundiu com a incessante oscilação livre da Terra mais de quatro meses após o terremoto.

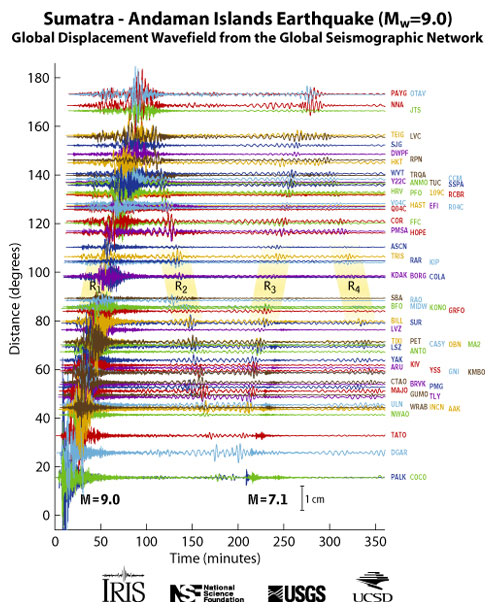
Movimentos terrestres de componente vertical registrados pela Rede Sismográfica Global e exibidos pelo Consórcio IRIS.

A mudança de massa e a liberação massiva de energia alteraram levemente a rotação da Terra. Semanas após o terremoto, modelos teóricos sugeriram que o terremoto encurtou a duração de um dia em 2,68 microssegundos, devido a uma diminuição no achatamento da Terra. Também fez com que a Terra "oscilasse" minuciosamente em seu eixo em até 23 mm na direção de 145° de longitude leste, ou talvez até 50 ou 60 mm.
Houve 10 metros de movimento lateral e 4-5 metros verticalmente ao longo da linha de falha. As primeiras especulações eram de que algumas das ilhas menores a sudoeste de Sumatra, que fica na Placa da Birmânia (as regiões do sul estão na Placa de Sunda), podem ter se movido para o sudoeste em até 36 metros, mas dados mais precisos divulgados mais de um mês após o terremoto descobriram que o movimento foi de cerca de 0,2 metros. Como o movimento era vertical e lateral, algumas áreas costeiras podem ter sido movidas para abaixo do nível do mar. As ilhas Andamão e Nicobar parecem ter se deslocado para sudoeste em cerca de 1,25 metro e ter afundado 1 metro.

Liberação de momento sísmico dos maiores terremotos de 1906 a 2005.

Em fevereiro de 2005, o navio HMS Scott, da Marinha Real Britânica, pesquisou o fundo do mar ao redor da zona do terremoto, que varia em profundidade entre 1 mil e 5 mil metros. A pesquisa, realizada usando um sistema de sonar multifeixe de alta resolução, revelou que o terremoto causou um impacto considerável na topografia do fundo do mar. Cerca de 1,5 mil metros de cumes de pressão criados pela atividade geológica anterior ao longo da falha entraram em colapso, gerando deslizamentos de terra com vários quilômetros de largura. Um desses deslizamentos de terra consistia em um único bloco de rocha de cerca de 100 metros de altura e 2 km de comprimento. O impulso da água deslocada pela elevação tectônica também arrastou enormes lajes de rocha, cada uma pesando milhões de toneladas, até 10 km através do fundo do mar. Uma fossa oceânica com vários quilômetros de largura foi exposta na zona do terremoto.
Os satélites TOPEX/Poseidon e Jason-1 passaram por cima do tsunami enquanto ele atravessava o oceano. Esses satélites carregam radares que medem com precisão a altura da superfície da água e eles detectectaram anomalias na ordem de 500 mm. As medições desses satélites podem ser inestimáveis para a compreensão do terremoto e do tsunami.

## Tsunami

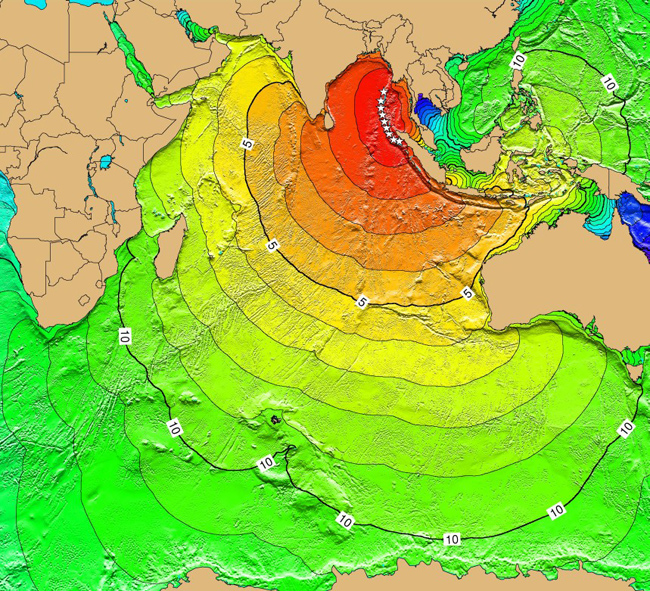
A propagação do tsunami levou 5 horas para chegar à Austrália Ocidental, 7 horas para chegar à Península Arábica e 11 horas até alcançar a costa sul-africana.

A súbita elevação vertical do fundo do mar em vários metros durante o terremoto deslocou enormes volumes de água, resultando em um tsunami que atingiu as costas do Oceano Índico. Um tsunami que causa danos longe de sua fonte é às vezes chamado de teletsunami e é muito mais provável que seja produzido pelo movimento vertical do fundo do mar do que pelo movimento horizontal.
O tsunami, como todos os outros, se comportou de maneira diferente em águas profundas do que em águas rasas. Nas águas profundas do oceano, as ondas do tsunami formam apenas uma protuberância baixa e larga, quase imperceptível e inofensiva, que geralmente viaja em alta velocidade de 500-1000 km/h; em águas rasas perto da costa, um tsunami desacelera para apenas dezenas de quilômetros por hora, mas, ao fazê-lo, forma grandes ondas destrutivas. Os cientistas que investigam os danos em Achém encontraram evidências de que a onda atingiu uma altura de 24 metros em grandes trechos da costa, chegando a 30 metros em algumas áreas ao viajar para o interior. Os satélites de radar registraram as alturas das ondas do tsunami em águas profundas: a altura máxima foi de 600 mm duas horas após o terremoto, as primeiras observações desse tipo já feitas.
Segundo Tad Murty, vice-presidente da Tsunami Society, a energia total das ondas do tsunami foi equivalente a cerca de 5 megatons de TNT, que é mais do que o dobro da energia explosiva total usada durante toda a Segunda Guerra Mundial (incluindo as duas bombas atômicas), mas ainda algumas ordens de magnitude menor que a energia liberada no próprio terremoto. Em muitos lugares, as ondas chegaram até 2 km interior adentro.
Por causa das distâncias envolvidas, o tsunami levou de quinze minutos a sete horas para atingir o litoral.
O tsunami foi percebido até Struisbaai na África do Sul, cerca de 8,5 mil km de distância, onde uma maré de 1,5 metro subiu na costa cerca de 16 horas após o terremoto. Levou um tempo relativamente longo para chegar a Struisbaai, no ponto mais ao sul da África, provavelmente por causa da ampla plataforma continental ao largo da África do Sul e porque o tsunami teria seguido a costa sul-africana de leste a oeste. O tsunami também atingiu a Antártida, onde os medidores de maré da Base Showa, no Japão, registraram oscilações de até um metro, com perturbações que duram alguns dias.
Parte da energia do tsunami escapou para o Oceano Pacífico, onde produziu tsunamis menores, mas mensuráveis, ao longo das costas ocidentais da América do Norte e do Sul, normalmente em torno de 200-400 mm. Em Manzanillo, no México, um tsunami de 2,5 metros chegou a ser medido. Além disso, o tsunami foi grande o suficiente para ser detectado em Vancouver, o que intrigou muitos cientistas, já que os tsunamis medidos em algumas partes da América do Sul eram maiores do que os medidos em algumas partes do Oceano Índico. Foi teorizado que os tsunamis foram focados e direcionados a longas distâncias pelas cordilheiras meso-oceânicas que correm ao longo das margens das placas continentais.

### Sinais e avisos iniciais

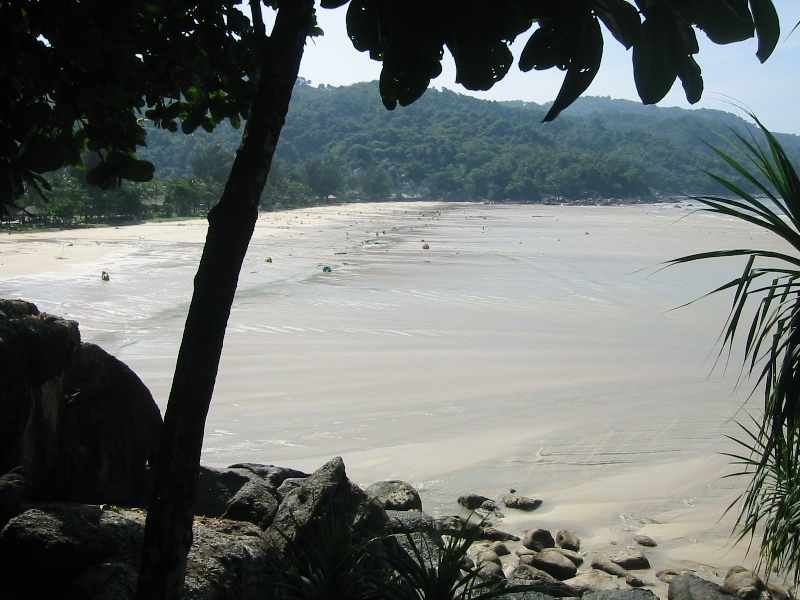
Recessão máxima das águas do tsunami na praia de Kata Noi em Phuket às 10h25 am, antes da terceira - e mais forte - onda de tsunami.

Apesar do atraso de várias horas entre o terremoto e o impacto do tsunami, quase todas as vítimas foram pegas de surpresa. Não havia sistemas de alerta de tsunami no Oceano Índico para detectar tsunamis ou alertar a população em geral que vive ao redor do oceano.
O primeiro sinal de alerta de um possível tsunami é o próprio terremoto. No entanto, os tsunamis podem atingir milhares de quilômetros de distância, onde o terremoto é sentido apenas fracamente ou sequer é sentido. Além disso, nos minutos anteriores a um tsunami, o mar às vezes recua temporariamente da costa, o que foi observado na zona de ruptura do terremoto oriental, como as costas de Aceh, ilha de Phuket e área de Khao Lak na Tailândia, ilha de Penang na Malásia, e as ilhas Andamão e Nicobar. Esta visão rara supostamente induziu pessoas, especialmente crianças, a visitar a costa para investigar e coletar peixes encalhados em até 2,5 km de praia exposta, o que teve resultados fatais.
Uma das poucas áreas costeiras evacuadas antes do tsunami foi na ilha indonésia de Simeulue, perto do epicentro. O folclore da ilha relembra o terremoto e tsunami em 1907 e os ilhéus fugiram para as colinas do interior após o tremor inicial e antes do tsunami. Esses contos e folclore oral de gerações anteriores podem ter ajudado na sobrevivência dos habitantes locais. Na praia de Maikhao, no norte da cidade de Phuket, Tailândia, uma turista britânica com 10 anos de idade na época chamada Tilly Smith estudou sobre geografia sobre tsunamis na escola e reconheceu os sinais de alerta, como o recuo do oceano. Ela e seus pais avisaram outras pessoas na praia, que foi evacuada com segurança.
Os antropólogos inicialmente esperavam que a população aborígine das Ilhas Andamão fosse gravemente afetada pelo tsunami e até temiam que a já despovoada tribo onge pudesse ter sido exterminada. No entanto, muitas das tribos aborígines fugiram e sofreram menos baixas. Tradições orais desenvolvidas a partir de terremotos anteriores ajudaram as tribos aborígines a escapar do tsunami. Por exemplo, o folclore dos onges fala de "enorme tremor de terra seguido de alta parede de água". Quase todo o povo onge sobreviveu ao tsunami.

## Impacto

### Países afetados

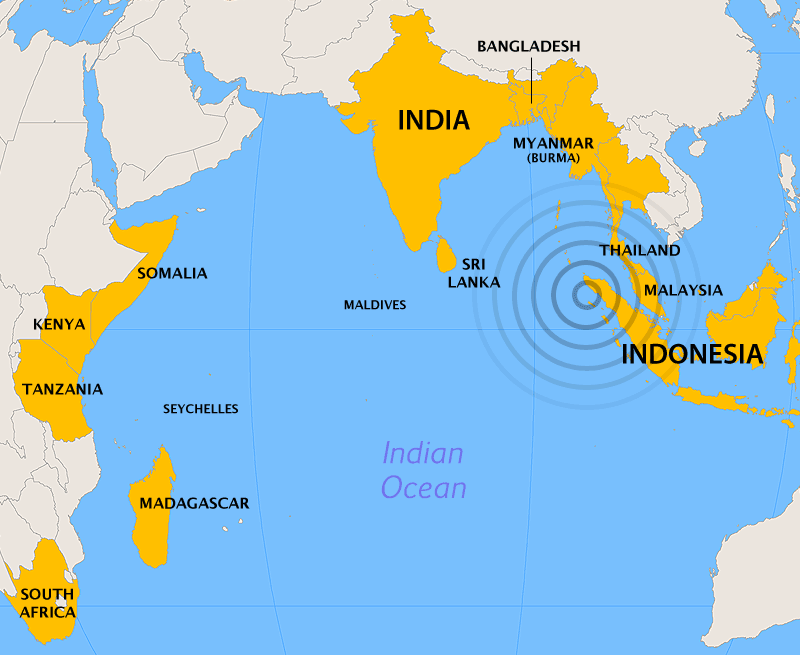
Países afetados pelo sismo e tsunami do Oceano Índico de 2004.

De acordo com o Serviço Geológico dos Estados Unidos, um total de 227.898 pessoas morreram. Medido em vidas perdidas, este é um dos dez piores terremotos da história, bem como o pior tsunami da história. A Indonésia foi a área mais afetada, com o maior número de mortos estimado em cerca de 170 mil. Um relatório inicial de Siti Fadilah Supari, o Ministro da Saúde da Indonésia na época, estimou que o total de mortes chegava a 220 mil somente na Indonésia, totalizando 280 mil mortes. No entanto, o número estimado de mortos e desaparecidos na Indonésia foi posteriormente reduzido em mais de 50 mil pessoas. Em seu relatório, a Coalizão de Avaliação do Tsunami declarou: "Deve ser lembrado que todos esses dados estão sujeitos a erros, pois os dados sobre pessoas desaparecidas nem sempre são tão bons quanto se deseja". Um número muito maior de mortes foi sugerido para Mianmar com base em relatórios da Tailândia.
O tsunami causou graves danos e mortes até a costa leste da África, com a maior fatalidade registrada diretamente atribuída ao tsunami em Rooi-Els, perto da Cidade do Cabo, 8 mil km do epicentro. Agências de socorro relataram que um terço dos mortos pareciam ser crianças. Isso ocorreu devido à alta proporção de crianças nas populações de muitas das regiões afetadas e porque as crianças eram as menos capazes de resistir às águas turbulentas. A Oxfam relatou que até quatro vezes mais mulheres do que homens foram mortos em algumas regiões porque estavam esperando na praia pelo retorno dos pescadores e cuidando de seus filhos nas casas. Além de um grande número de residentes locais, até 9 mil turistas estrangeiros (principalmente europeus) que aproveitam a alta temporada de viagens de férias estão entre os mortos ou desaparecidos, especialmente pessoas dos países nórdicos.
| País afetado[a] | Mortes confirmadas | Estimativa de mortos[b] | Feridos | Desaparecidos | Desabrigados | Ref           |
| --- | ------------------ | ----------------------- | ------- | ------------- | ------------ | ------------- |
| Indonésia | 130 736            | 167 540                 |         | 37 063        | 500 000+     | [ 64 ]        |
| Sri Lanka | 35 322[c]          | 35 322                  | 21 411  |               | 516 150      | [ 65 ]        |
| Índia | 12 405             | 16 269                  |         | 3 874         | 647 599      |               |
| Tailândia | 5 395[d]           | 8 212                   | 8 457   | 2 817         | 7 000        | [ 66 ] [ 67 ] |
| Somália | 78                 | 289                     |         |               | 5 000        | [ 68 ] [ 69 ] |
| Mianmar | 61                 | 400–600                 | 45      | 200           | 3 200        | [ 70 ] [ 60 ] |
| Maldivas | 82                 | 108                     |         | 26            | 15 000+      | [ 71 ] [ 72 ] |
| Malásia | 68                 | 75                      | 299     | 6             | 5 000+       | [ 73 ] [ 74 ] |
| Tanzânia | 10                 | 13                      |         |               |              | [ 75 ]        |
| Seicheles | 3                  | 3                       | 57      |               | 200          | [ 76 ] [ 77 ] |
| Bangladesh | 2                  | 2                       |         |               |              | [ 78 ]        |
| África do Sul | 2[e]               | 2                       |         |               |              | [ 79 ]        |
| Iêmen | 2                  | 2                       |         |               |              | [ 80 ]        |
| Quênia | 1                  | 1                       | 2       |               |              |               |
| Madagascar |                    |                         |         |               | 1,000+       | [ 81 ]        |
| Estimativas totais | 184 167            | 227 898                 | 125 000 | 43 786        | 1 740 000    |               |
| - ↑a Esta tabela refere-se apenas aos países diretamente afetados pelo tsunami, não aos países cujos cidadãos foram afetados no exterior. - ↑b Inclui aqueles relatados em 'mortes confirmadas'. Se nenhuma estimativa separada estiver disponível, o número nesta coluna é o mesmo relatado em 'mortes confirmadas'. - ↑c Não inclui aproximadamente 19.000 pessoas desaparecidas inicialmente declaradas pelas autoridades dos Tigres de Liberação do Tamil Eelam das regiões sob seu controle. - ↑d Os dados incluem pelo menos 2.464 estrangeiros. - ↑e Não inclui cidadãos sul-africanos que morreram fora da África do Sul (por exemplo, turistas na Tailândia). |                    |                         |         |               |              |               |

### Impacto ambiental

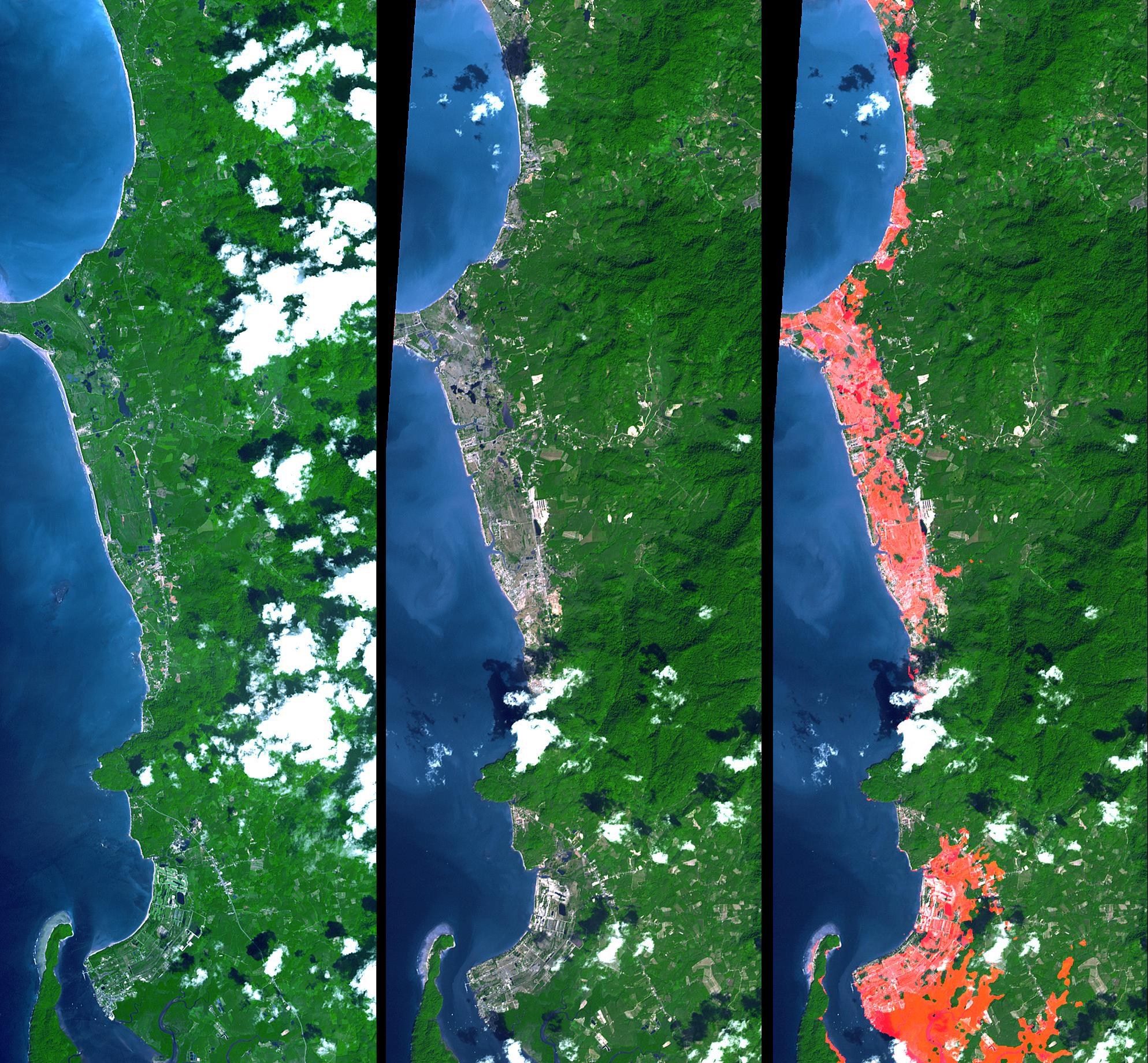
Inundação do tsunami em Khao Lak, Tailândia.

Além do grande número de vidas humanas, o terremoto do Oceano Índico causou um enorme impacto ambiental que afetará a região por muitos anos. Danos graves foram infligidos a ecossistemas como manguezais, recifes de corais, florestas, pântanos costeiros, dunas de areia, formações rochosas, biodiversidade animal e vegetal e águas subterrâneas. Além disso, a disseminação de resíduos sólidos e líquidos, produtos químicos industriais, água poluída e a destruição de coletores de esgoto e estações de tratamento ameaçaram ainda mais o meio ambiente, de maneiras incalculáveis. O impacto ambiental levou muito tempo e recursos significativos para ser avaliado.
O principal efeito foi causado pelo envenenamento das fontes de água doce e do solo pela infiltração de água salgada e pelo depósito de uma camada de sal sobre as terras aráveis. Nas Maldivas, 16 a 17 atóis de recifes de corais que foram superados pelas ondas do mar e podem ficar inabitáveis por décadas. Incontáveis poços que serviam comunidades foram invadidos por mar, areia e terra; e os aquíferos foram invadidos por rochas porosas. Na costa leste da ilha, o tsunami contaminou poços dos quais muitos moradores dependiam para obter água potável.

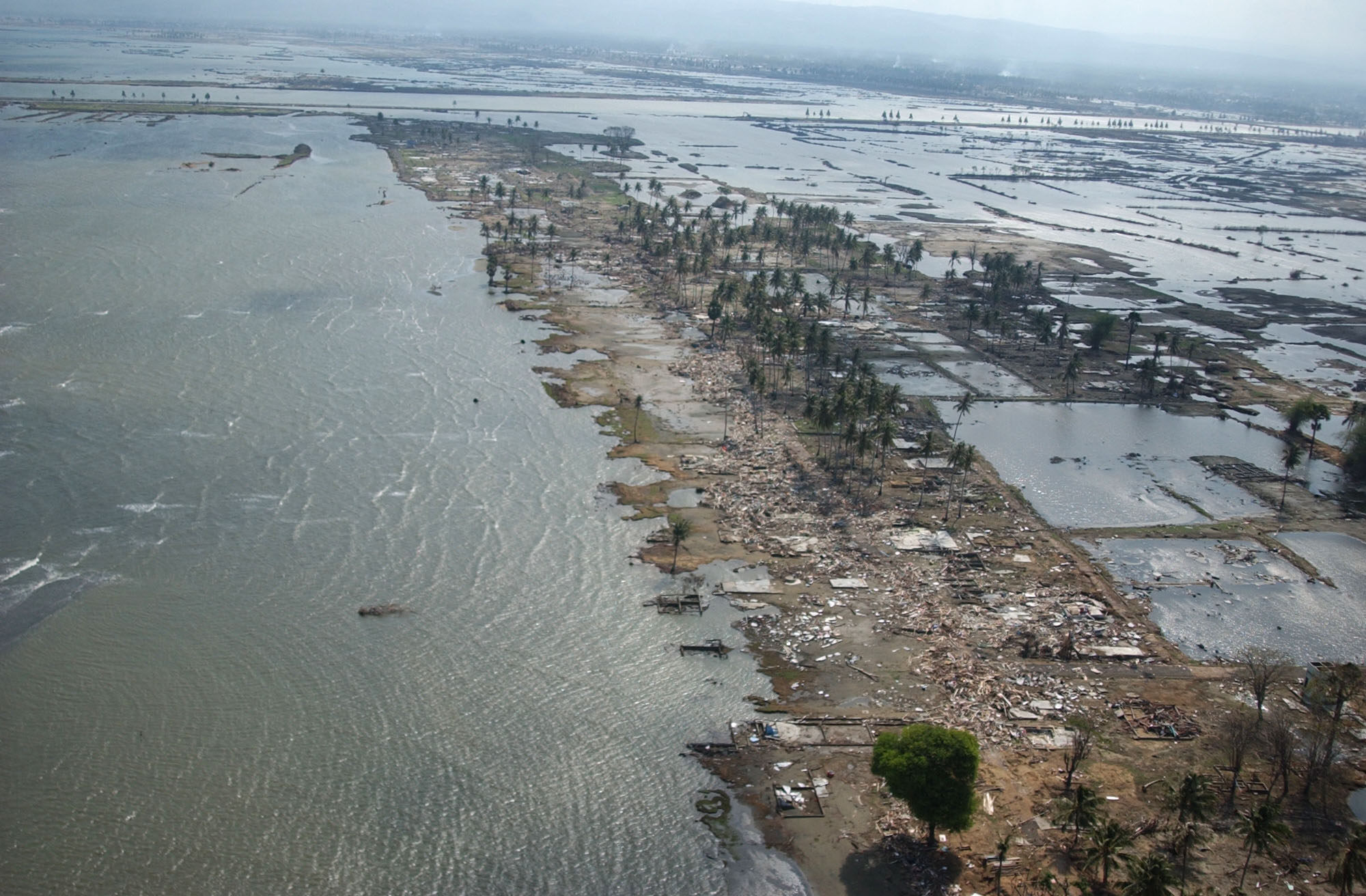
Vista aérea da costa de Banda Achém após o tsunami.

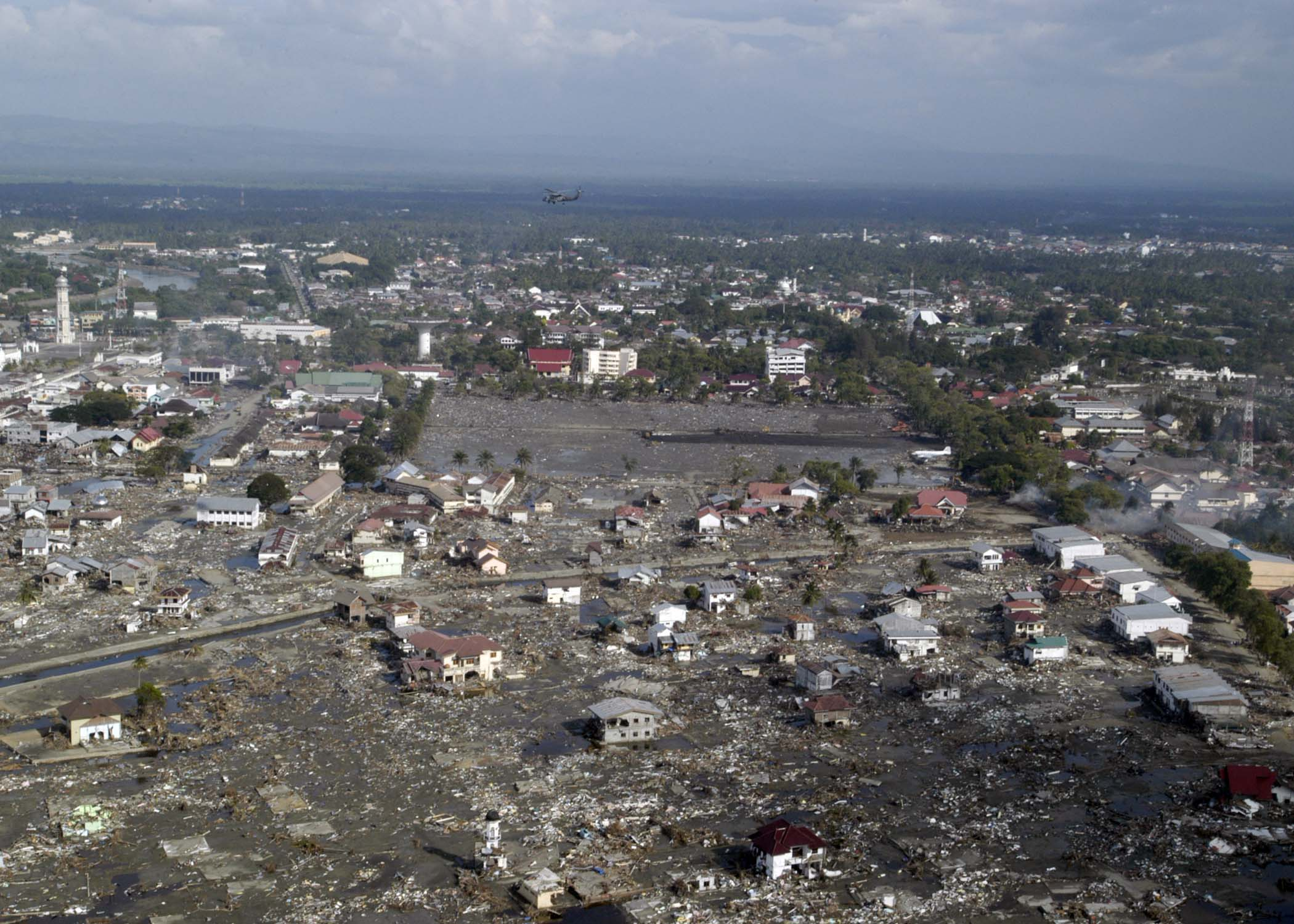
Estruturas destruídas em Banda Achém.

O International Water Management Institute, com sede em Colombo, monitorou os efeitos da água salgada e concluiu que os poços recuperaram a qualidade da água potável pré-tsunami um ano e meio após o evento. O IWMI desenvolveu protocolos para limpeza de poços contaminados por água salgada; estes foram subsequentemente endossados oficialmente pela Organização Mundial da Saúde como parte de sua série de diretrizes de emergência.
O solo salgado torna-se estéril e é difícil e caro restaurá-lo para a agricultura. Também causa a morte de plantas e importantes microrganismos do solo. Milhares de plantações de arroz, manga e banana no Sri Lanka foram quase totalmente destruídas e levarão anos para serem recuperadas.
Além de outras formas de ajuda, o governo australiano enviou especialistas em ecologia para ajudar a desenvolver estratégias de monitoramento de recifes e reabilitação de ambientes marinhos e recifes de corais nas Maldivas, Seicheles e outras regiões. Os cientistas desenvolveram conhecimentos ecológicos significativos a partir do trabalho com a Grande Barreira de Corais, nas águas do nordeste da Austrália.
Em resposta à situação sem precedentes, o Programa das Nações Unidas para o Meio Ambiente (PNUMA) trabalhou com os governos da região para determinar a gravidade do impacto ecológico e como abordá-lo. O PNUMA estabeleceu um fundo de emergência, montou uma força-tarefa para responder aos pedidos de assistência dos países afetados pelo tsunami e conseguiu mobilizar e distribuir aproximadamente 9,3 milhões de dólares para recuperação ambiental e redução do risco de desastres entre 2004 e 2007. O financiamento veio de outras agências internacionais e de países como Finlândia, Noruega, Espanha, Suécia e Reino Unido.
Evidências sugeriram que a presença de manguezais nas áreas costeiras forneceu alguma proteção, quando comparada a áreas que foram desmatadas para aquicultura ou desenvolvimento urbano. Como resultado, a restauração de manguezais tornou-se o foco de uma série de projetos, com sucesso variado. Essas abordagens para a redução do risco de desastres com base no ecossistema parecem ser mais bem-sucedidas quando as comunidades locais estão intimamente envolvidas como partes interessadas em todo o processo e quando é dada atenção cuidadosa às condições físicas dos locais escolhidos para garantir que os manguezais possam prosperar lá.

### Impacto econômico

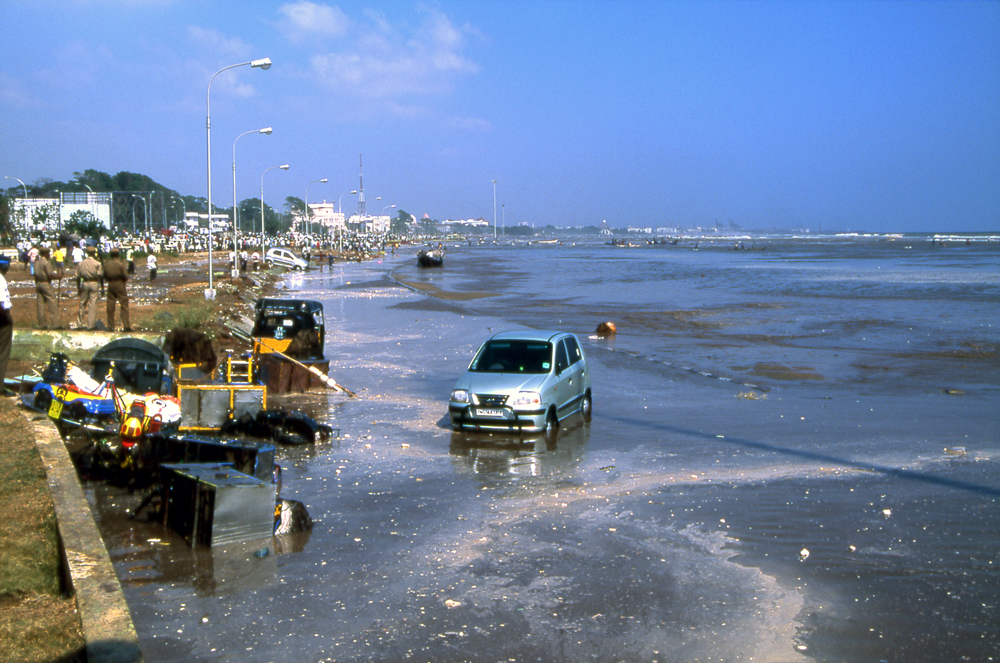
Praia da Marina em Chenai, Índia, após o tsunami.

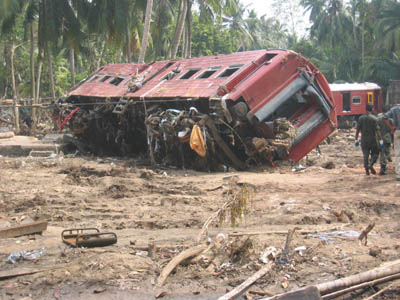
Um vagão de trem arrastado pelo tsunâmi no Sri Lanka, no desastre ferroviário de Peraliya.

O nível de dano à economia resultante do tsunami depende da escala examinada. Embora o impacto geral nas economias nacionais tenha sido menor, as economias locais foram devastadas. As duas principais ocupações afetadas pelo tsunami foram a pesca e o turismo. Alguns economistas acreditam que os danos às economias nacionais afetadas serão menores porque as perdas nas indústrias de turismo e pesca representam uma porcentagem relativamente pequena do PIB. No entanto, outros alertam que os danos à infraestrutura são um fator primordial. Em algumas áreas, o abastecimento de água potável e os campos agrícolas foram contaminados pela água salgada do oceano.
O impacto nas comunidades pesqueiras costeiras e nas pessoas que ali vivem, algumas das mais pobres da região, foi devastador, com grandes perdas de fontes de renda, bem como de barcos e equipamentos de pesca. No Sri Lanka, a pesca artesanal, na qual é comum o uso de cestos de pesca, armadilhas de pesca e arpões, é uma importante fonte de pescado para os mercados locais; a pesca industrial é a principal atividade econômica, gerando emprego direto para cerca de 250 mil pessoas. Nos últimos anos, a indústria pesqueira emergiu como um setor dinâmico orientado para a exportação, gerando receitas substanciais em divisas. Estimativas preliminares indicam que 66% da frota pesqueira e da infraestrutura industrial nas regiões costeiras foram destruídas pelas ressacas.
Enquanto o tsunami destruiu muitos dos barcos vitais para a indústria pesqueira do Sri Lanka, ele também criou uma demanda por catamarãs de plástico reforçado com fibra de vidro nos estaleiros de Tamil Nadu. Dado que mais de 51 mil embarcações foram perdidas no tsunami, a indústria cresceu. No entanto, a enorme demanda levou a uma menor qualidade no processo e alguns materiais importantes foram sacrificados para reduzir os preços para aqueles que ficaram empobrecidos após o tsunami.
Embora apenas as regiões costeiras tenham sido diretamente afetadas pelas águas do tsunami, os efeitos indiretos também se espalharam para as províncias do interior. Como a cobertura da mídia sobre o evento foi tão extensa, muitos turistas cancelaram férias e viagens para aquela parte do mundo, mesmo que seus destinos de viagem não tenham sido afetados. Esse efeito cascata pode ser sentido especialmente nas províncias do interior da Tailândia, como Krabi, que serviu de ponto de partida para muitos outros destinos turísticos tailandeses.
Os países da região apelaram aos turistas para que retornassem, ressaltando que a maior parte da infraestrutura turística estava intacta. No entanto, os turistas relutavam em fazê-lo por razões psicológicas. Até resorts de praia em partes da Tailândia que não foram afetadas pelo tsunami foram atingidos pelos cancelamentos.
Tanto o terremoto quanto o tsunami podem ter afetado a navegação no Estreito de Malaca, que separa a Malásia e a ilha indonésia de Sumatra, alterando a profundidade do fundo do mar e perturbando bóias de navegação e antigos naufrágios. Em uma área do Estreito, a profundidade da água era de até 1,2 mil metros e agora são apenas 30 metros em algumas áreas, tornando o transporte impossível e perigoso. Esses problemas também tornaram a entrega de ajuda humanitária mais desafiadora. A compilação de novas cartas náuticas pode levar meses ou anos. As autoridades também esperavam que a pirataria na região diminuísse, já que o tsunami matou piratas e destruiu seus barcos. Devido a múltiplos fatores, houve uma queda de 71,6% no número de ocorrências de pirataria entre 2004 e 2005, de 60 para 17 ocorrências. Os níveis permaneceram relativamente baixos por alguns anos. No entanto, entre 2013 e 2014, os incidentes de pirataria aumentaram drasticamente em 73,2%, excedendo os níveis pré-tsunami.

### Contexto histórico
O último grande tsunami no Oceano Índico ocorreu por volta do ano 1400. Em 2008, uma equipe de cientistas trabalhando em Phra Thong, uma ilha barreira ao longo da costa oeste da Tailândia, fortemente atingida, relatou evidências de pelo menos três grandes tsunamis nos 2 800 anos anteriores, o mais recente de cerca de 700 anos atrás. Uma segunda equipe encontrou evidências semelhantes de tsunamis anteriores em Achém, uma província no extremo norte de Sumatra; a datação por radiocarbono de fragmentos de casca no solo abaixo da segunda camada de areia levou os cientistas a estimar que o antecessor mais recente do tsunami de 2004 provavelmente ocorreu entre os anos de 1300 e 1450.
O terremoto e o tsunami de 2004 combinados são o desastre natural mais mortal do mundo desde o terremoto de Tangshan em 1976. O terremoto foi o terceiro terremoto mais poderoso registrado desde 1900. O terremoto mais mortífero da história ocorreu em 1556 em Shaanxi, na China, com um número estimado de mortos de 830 mil, embora os números desse período possam não ser tão confiáveis.
Antes de 2004, o tsunami criado nas águas do Oceano Índico e do Pacífico pela erupção de Krakatoa em 1883, que se acredita ter resultado em algo entre 36 mil e 120 mil mortes, provavelmente foi o mais mortal da região. Em 1782, acredita-se que cerca de 40 mil pessoas tenham sido mortas por um tsunami (ou ciclone) no Mar da China Meridional. O tsunami mais mortal antes de 2004 foi o terremoto de Messina, na Itália, em 1908, no Mar Mediterrâneo, onde o terremoto e o tsunami mataram cerca de 123 mil.

### Outros efeitos

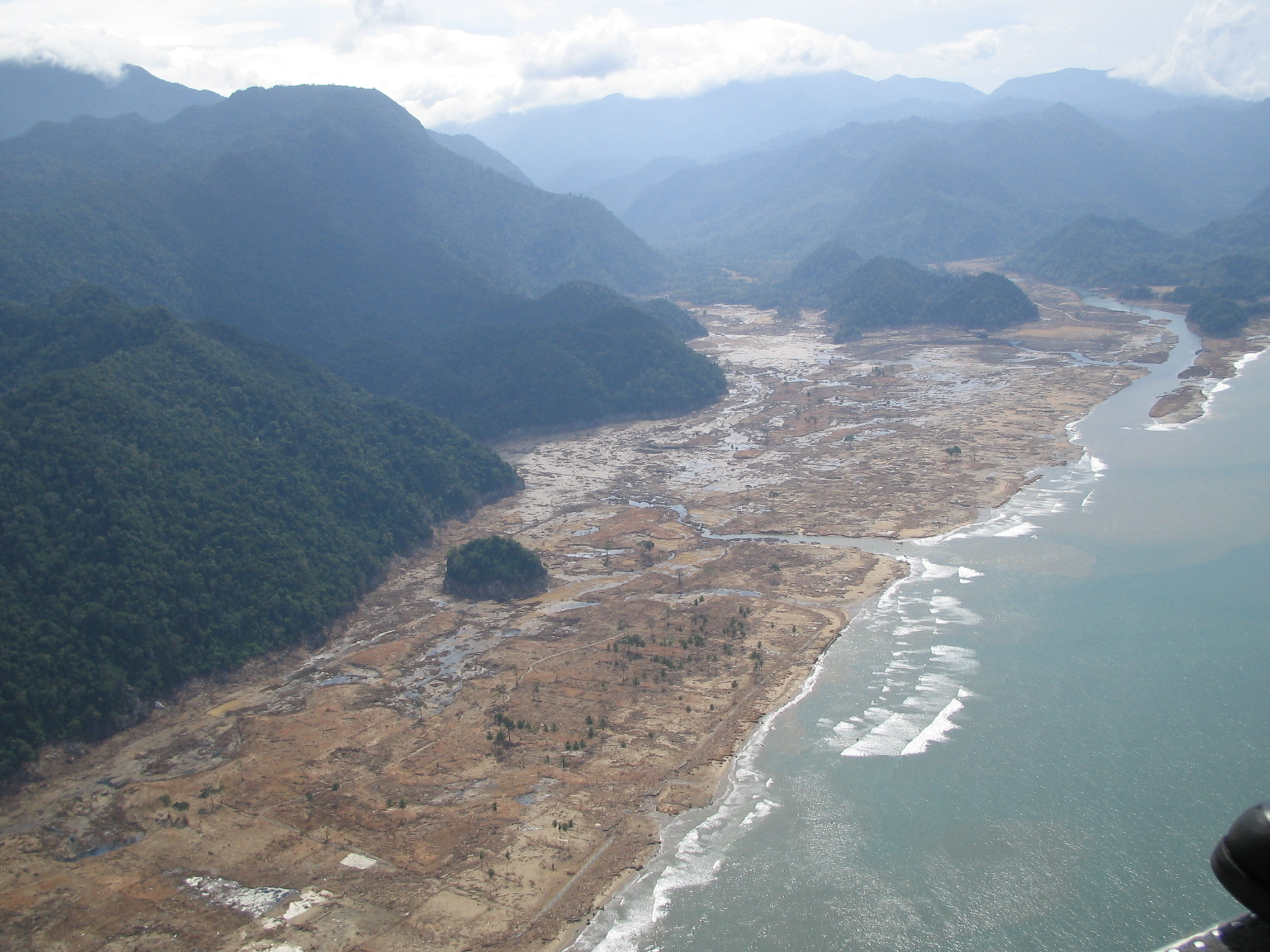
Rescaldo do tsunami em Achém, Indonésia.

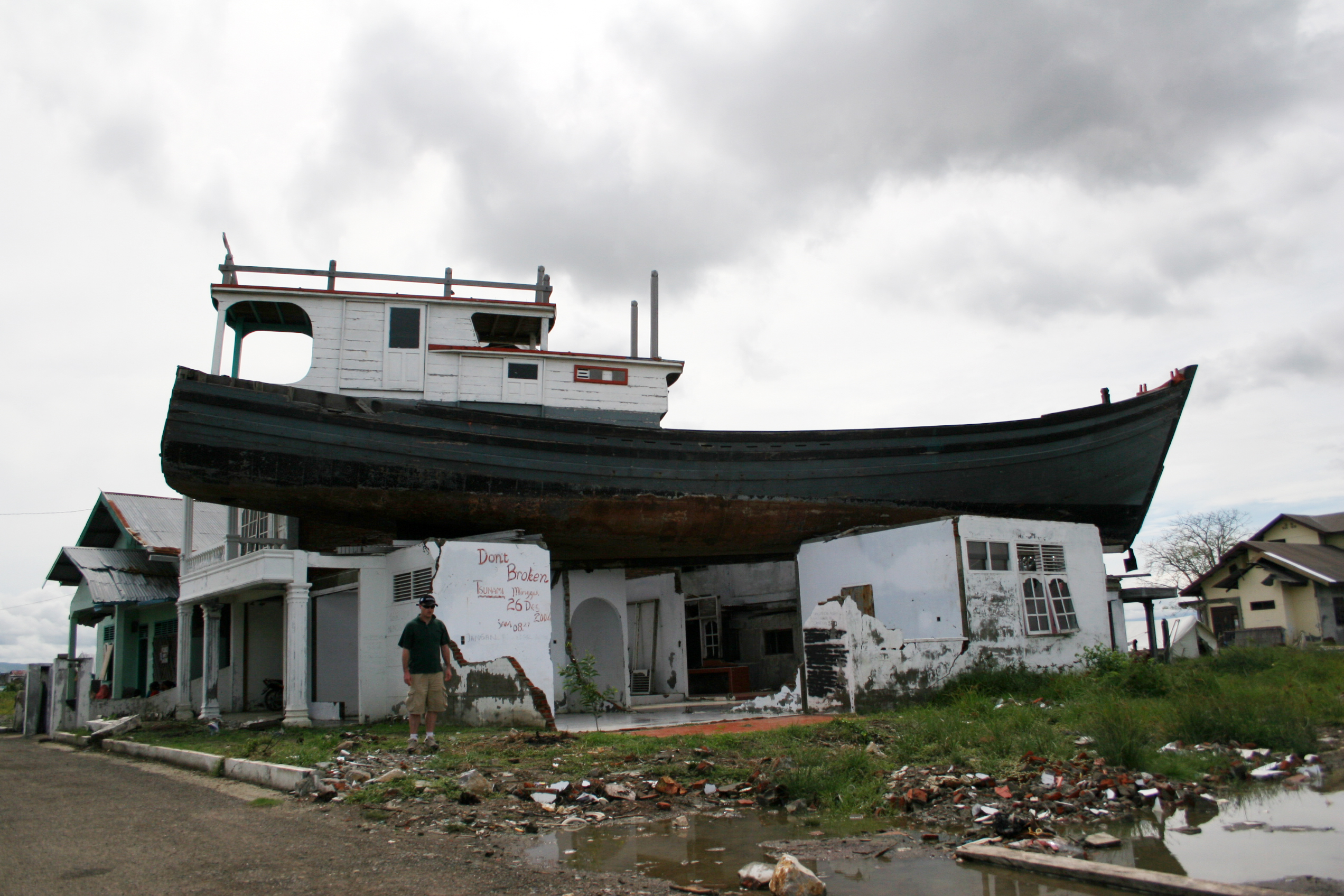
Barco levado para cima de edifícios em Achém, Indonésia.

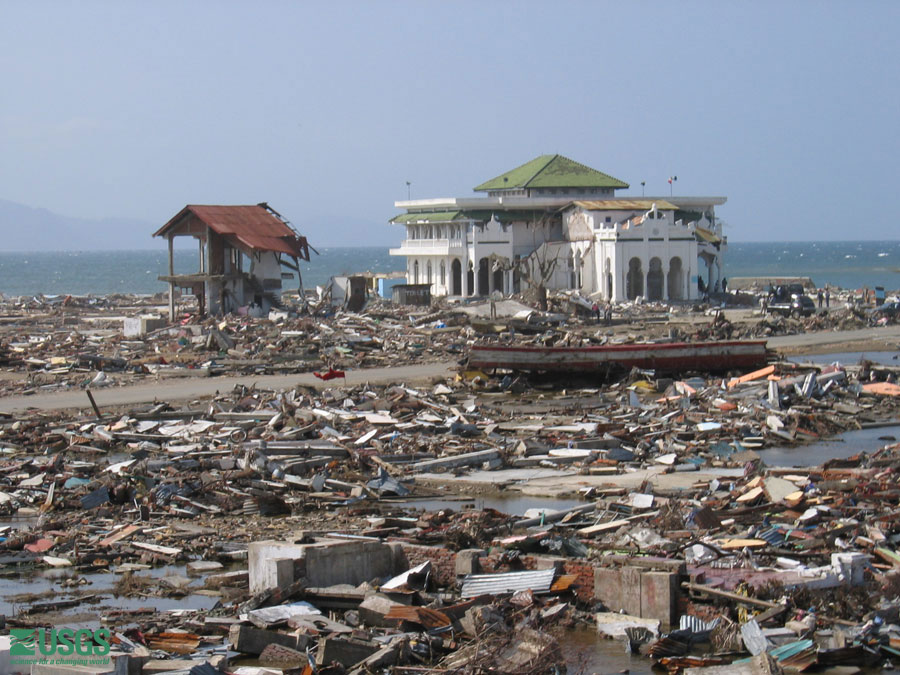
Destroços no bairro de Ulèë Lheuë, em Banda Achém.

Muitos profissionais de saúde e trabalhadores humanitários relataram traumas psicológicos generalizados associados ao tsunami.
A área mais atingida, Achém, é uma sociedade islâmica religiosamente conservadora e não teve turismo nem presença ocidental nos últimos anos devido à insurgência entre os militares indonésios e o Movimento Achém Livre (GAM). Alguns acreditam que o tsunami foi uma punição divina para os muçulmanos leigos que evitam suas orações diárias ou seguem um estilo de vida materialista. Outros disseram que Alá estava zangado porque os muçulmanos estavam se matando em um conflito contínuo. O clérigo saudita Muhammad Al-Munajjid atribuiu isso à retribuição divina contra turistas não muçulmanos "que costumavam se espalhar por todas as praias e em bares transbordando de vinho" durante as férias de Natal.
A devastação generalizada causada pelo tsunami levou o GAM a declarar um cessar-fogo em 28 de dezembro de 2004, seguido pelo governo indonésio, e os dois grupos retomaram as negociações de paz há muito paralisadas, que resultaram em um acordo de paz assinado em 15 de agosto de 2005. O acordo cita explicitamente o tsunami como justificativa.
Em uma pesquisa realizada em 27 países, 15% dos entrevistados apontaram o tsunami como o evento mais significativo do ano. Apenas a Guerra do Iraque foi citada por tantos entrevistados. A extensa cobertura da mídia internacional sobre o tsunami e o papel dos meios de comunicação e dos jornalistas na reconstrução foram discutidos por editores de jornais e meios de comunicação nas áreas afetadas pelo tsunami, em videoconferências especiais organizadas pelo Centro de Jornalismo da Ásia-Pacífico.
O tsunami deixou o povo e o governo da Índia em estado de alerta. Em 30 de dezembro de 2004, quatro dias após o tsunami, a Terra Research notificou o governo da Índia de que seus sensores indicavam a possibilidade de um deslocamento tectônico de magnitude 7,9 a 8,1 nas próximas 12 horas entre Sumatra e a Nova Zelândia. Em resposta, o ministro indiano de Assuntos Internos anunciou que um novo ataque de tsunami mortal era provável ao longo da costa sul da Índia e nas ilhas Andamão e Nicobar, mesmo que não houvesse sinal de turbulência na região. O anúncio gerou pânico na região do Oceano Índico e fez com que milhares fugissem de suas casas, o que resultou em congestionamentos nas estradas. O anúncio foi um alarme falso e o ministro do Interior retirou o anúncio. Em uma investigação mais aprofundada, o governo da Índia descobriu que a empresa de consultoria Terra Research era administrada na casa de um autodenominado previsor de terremotos que não tinha lista telefônica e mantinha um site onde vendia cópias de seu sistema de detecção.

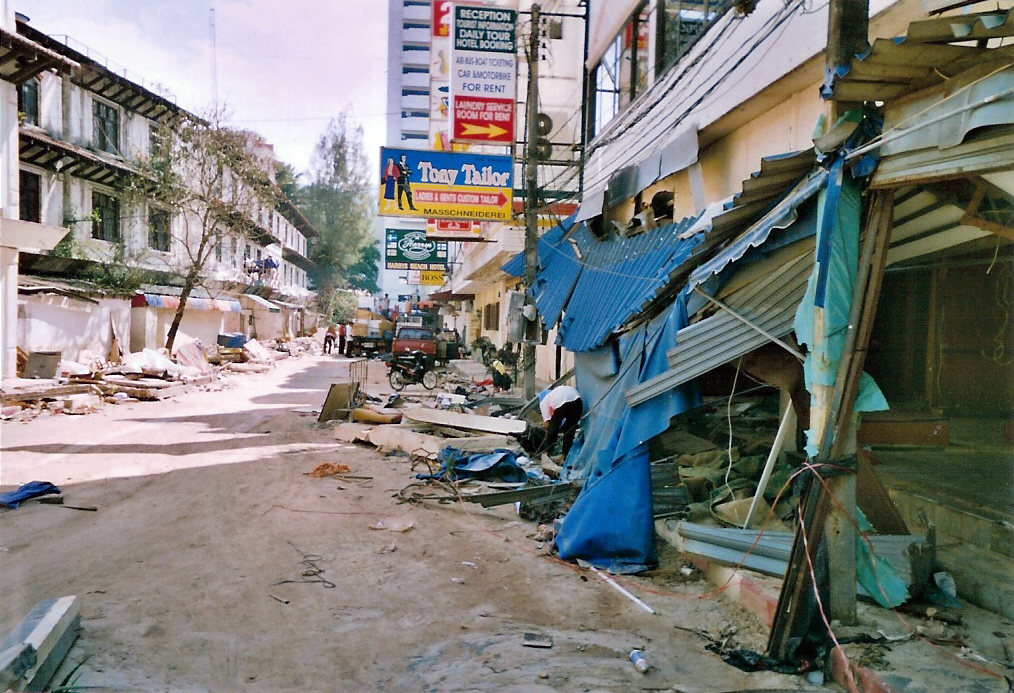
Praia de Patong, em Phuket, na Tailândia, após o tsunami.

O tsunami teve um forte impacto humanitário e político na Suécia. O país mais atingido fora da Ásia, a Suécia, perdeu 543 turistas, principalmente na Tailândia. O governo de Göran Persson foi duramente criticado por sua inação.
Smith Dharmasaroja, um meteorologista que previu que um terremoto e um tsunami "irão ocorrer com certeza" em 1994, foi designado para desenvolver o sistema de alerta de tsunami na Tailândia. O sistema de alerta de tsunami do Oceano Índico foi formado no início de 2005 para fornecer um alerta precoce de tsunamis para os habitantes ao redor das costas do Oceano Índico.
As mudanças na distribuição de massas no interior da Terra devido ao terremoto tiveram várias consequências. Ele deslocou o Polo Norte em 25 mm. Também mudou ligeiramente a forma da Terra, especificamente diminuindo o achatamento do planeta em cerca de uma parte em 10 bilhões, consequentemente aumentando um pouco a rotação da Terra e, assim, encurtando a duração do dia em 2,68 microssegundos.

## Resposta humanitária

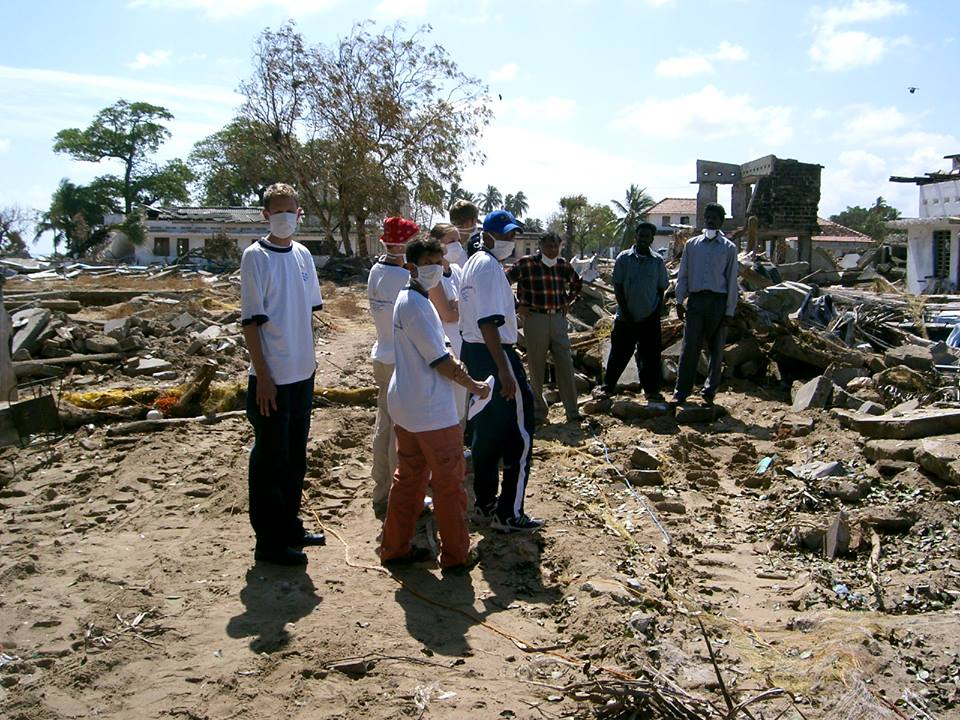
Missão alemã de socorro ao tsunami visitando Mullaitivu, na Província do Norte do Sri Lanka.

Uma grande quantidade de ajuda humanitária foi necessária por causa dos danos generalizados à infraestrutura, escassez de alimentos e água e danos econômicos. As epidemias eram uma preocupação particular devido à alta densidade populacional e ao clima tropical das áreas afetadas.
Havia também uma grande preocupação de que o número de mortos pudesse aumentar à medida que as doenças e a fome se espalhassem. No entanto, devido à resposta rápida inicial, isso foi minimizado.
Nos dias que se seguiram ao tsunami, um esforço significativo foi feito para enterrar os corpos às pressas devido ao medo de propagação da doença. No entanto, os riscos à saúde pública podem ter sido exagerados e, portanto, essa pode não ter sido a melhor forma de alocar recursos. O Programa Mundial de Alimentos forneceu ajuda alimentar a mais de 1,3 milhão de pessoas afetadas pelo tsunami.
Nações de todo o mundo forneceram mais de 14 bilhões de dólares em ajuda para regiões danificadas, com os governos da Austrália prometendo 819,9 milhões de dólares (incluindo um pacote de ajuda de 760,6 milhões de dólares para a Indonésia), Alemanha oferecendo 660 milhões de dólares, Japão oferecendo 500 milhões de dólares, o Canadá oferecendo 343 milhões de dólares, a Noruega e os Países Baixos oferecendo 183 milhões de dólares, os Estados Unidos oferecendo 35 milhões de dólares inicialmente (aumentado para 350 milhões de dólares) e o Banco Mundial oferecendo 250 milhões de dólares. Além disso, a Itália ofereceu 95 milhões de dólares, posteriormente aumentados para 113 milhões de dólares, dos quais 42 milhões de dólares foram doados pela população usando o sistema SMS. Austrália, Índia, Japão e Estados Unidos formaram um grupo corroborativo ad hoc, e foi a origem do Diálogo de Segurança Quadrilateral.

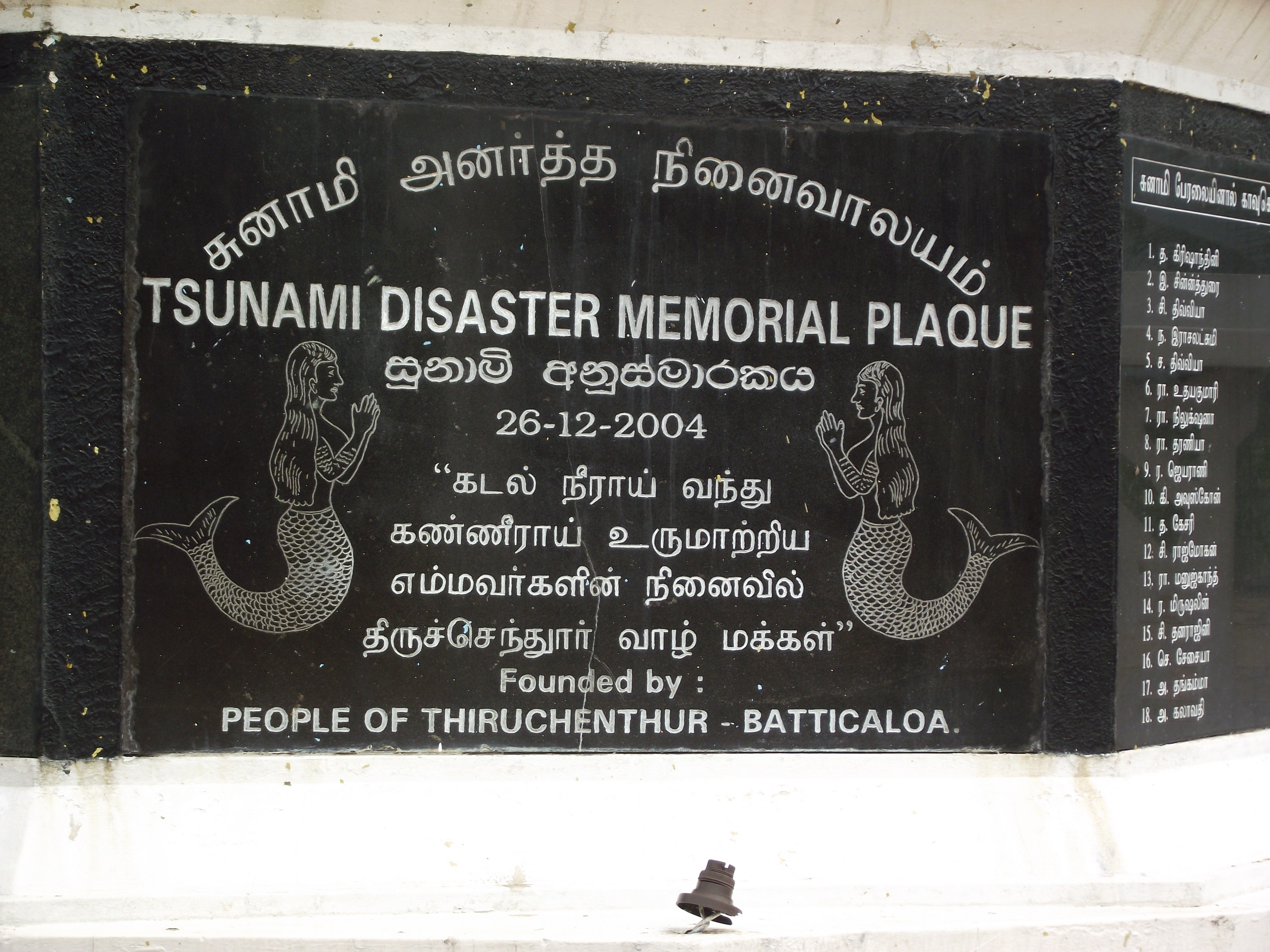
Memorial dedicado às vítimas do tsunami, Batticaloa, no Sri Lanka.

De acordo com Agência dos Estados Unidos para o Desenvolvimento Internacional, os EUA prometeram recursos adicionais em apoio de longo prazo para ajudar as vítimas do tsunami a reconstruir suas vidas. Em 9 de fevereiro de 2005, o presidente George W. Bush pediu ao Congresso que aumentasse o compromisso dos EUA para um total de 950 milhões de dólares. As autoridades estimaram que seriam necessários bilhões de dólares. Bush também pediu a seu pai, o ex-presidente George H. W. Bush, e ao ex-presidente Bill Clinton que liderassem um esforço dos EUA para fornecer ajuda privada às vítimas do tsunami.
Em meados de março, o Banco Asiático de Desenvolvimento informou que mais de 4 bilhões de dólares em ajuda prometida pelos governos estava atrasada. O Sri Lanka informou que não havia recebido ajuda de governos estrangeiros, embora indivíduos estrangeiros tivessem sido generosos. Muitas instituições de caridade receberam doações consideráveis do público. Por exemplo, no Reino Unido, o público doou cerca de 330 milhões de libras esterlinas (quase 600 milhões de dólares). Isso superou consideravelmente a alocação do governo para alívio de desastres e reconstrução de 75 milhões de libras esterlinas e chegou a uma média de 5,50 libras (10 dólares) doados por cada cidadão.
Em agosto de 2006, quinze funcionários de ajuda local que trabalhavam na reconstrução pós-tsunami foram executados no nordeste do Sri Lanka após intensos combates entre tropas do governo e os rebeldes do Tigre Tâmil, disse o principal corpo guarda-chuva das agências de ajuda no país.